# 長白朝鮮族自治県
長白朝鮮族自治県（ちょうはく-ちょうせんぞく-じちけん、朝鮮語: 장백조선족자치현）は中華人民共和国吉林省白山市に位置する自治県。中国国内で唯一の朝鮮族自治県であり、朝鮮族人口が1.4万人を占める。県人民政府所在地は長白鎮。

## 地理
長白県は吉林省東南部の長白山南麓、鴨緑江上流に位置する。 東南は川を隔てて朝鮮民主主義人民共和国両江道の恵山市・三池淵市・普天郡・三水郡・金正淑郡・金亨稷郡と260.5kmの国境線を接する。西は白山の臨江市、北は撫松県と接する。

## 歴史
1677年（康熙16年）、清朝は長白地区を一般人の立ち入りを制限した封禁区に指定、1877年（光緒3年）に禁令が廃止された後、本格的な開発が行われることとなった。1877年には新設された通化県、1902年（光緒28年）には新設された臨江県の管轄地の一部であったが、1908年（光緒34年）に長白府が設置され、1908年（宣統元年）に中央政府による本格的な統治が開始された。1911年（宣統3年）、長白府は長白署理と改称され、中華民国が成立すると1913年（民国2年）に長白県に改編され遼寧省の管轄とされた。
満洲国、中華人民共和国でも長白県の行政区画が沿襲され、1958年9月15日に長白朝鮮族自治県が成立、1985年からは渾江市（現在の白山市）に移管され現在に至る。

## 行政区画
7鎮、1郷を管轄：
- 鎮：長白鎮、八道溝鎮、十四道溝鎮、馬鹿溝鎮、宝泉山鎮、新房子鎮、十二道溝鎮
- 郷：金華郷

## 交通

### 道路
- 国道
  -  G331国道
- 長恵国際大橋

## 経済
林業、水力発電、鉱産業、高麗人参・医薬・保健食品の生産が比較的発達し、2004年にはGDPは10億元を達成し、一人当たりは1万元を超える。農村の一人当たりの純収入は2779元、都市の一人当たり可処分所得は5094元。長白県の最西端付近の鴨緑江対岸は金亨稷郡であり、2018年以降、中朝最大の密輸地帯になっている。

## 観光
「長白林海、人参之郷」と呼ばれており、長白山天池の南斜面の景観など多くの景勝地がある。春秋戦国時代の溝子古墓群が所在する。
中朝国境観光は主に朝鮮天池東斜面の景観、金日成革命歴史遺址（白頭山密営、普天堡戦跡地、 普天堡戦闘勝利紀念塔、両江道事跡館）と両江道芸術大学の特別興行を遊覧する。